# Monumento a Hilarión Eslava (Pamplona)
El monumento a Hilarión Eslava es un conjunto escultórico monumental situado en el parque de la Taconera de Pamplona (Navarra), levantado en homenaje al compositor musical y maestro navarro Hilarión Eslava y realizado por Carlos Guerra (monumento) y León Barrenechea (escultura), en 1918, y el busto de Hilarión Eslava realizado por Juan Quevedo Méndez en 1964.

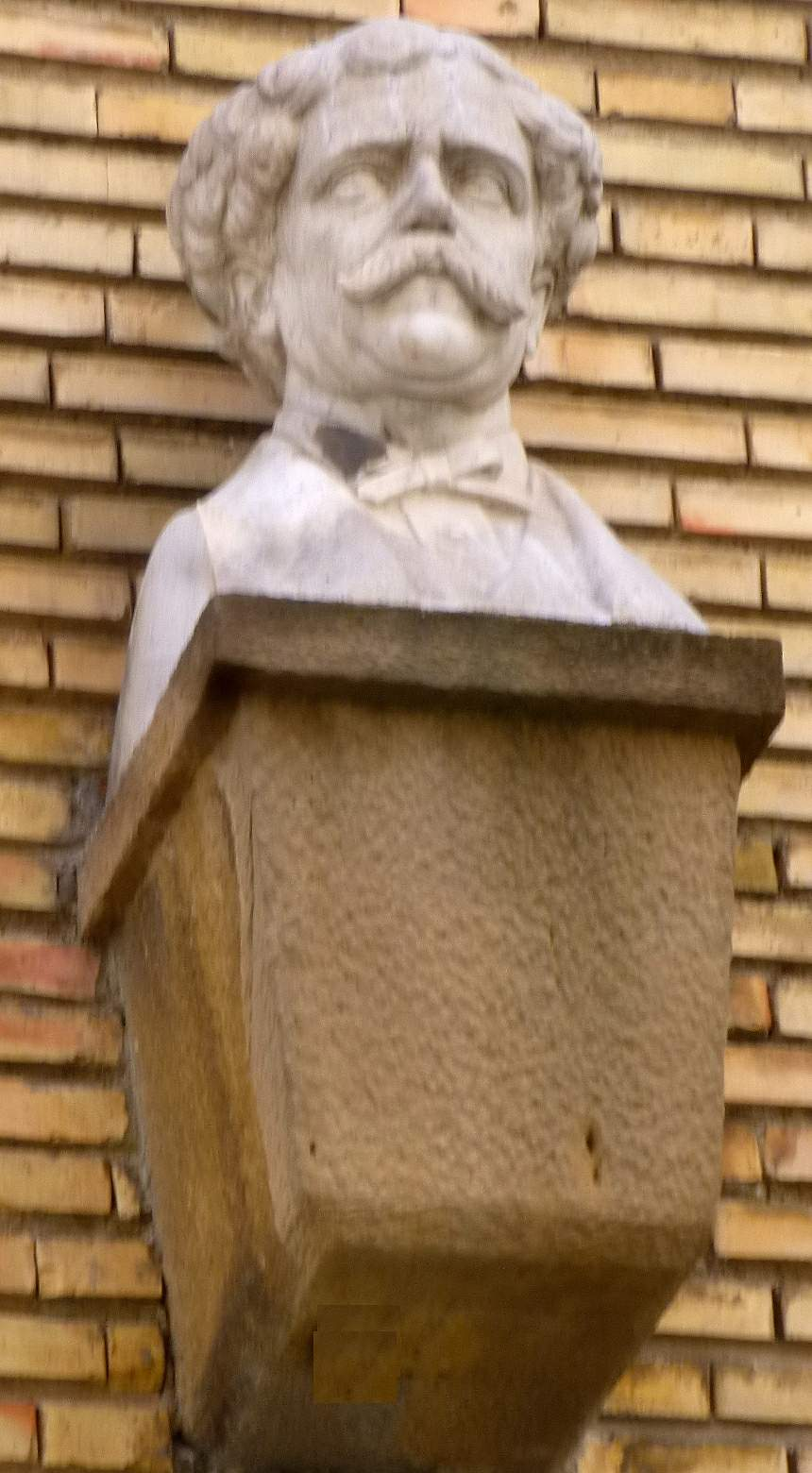
Busto de Pablo Sarasate, procedente del monumento original. León Barrenechea (1918).

## Historia
Tras el fallecimiento de Pablo Sarasate el Ayuntamiento de Pamplona había adquirido el compromiso de levantar un monumento al artista en respuesta al sobresaliente legado que había realizado a la ciudad. Así, el 16 de diciembre de 1908, casi tres meses después de fallecer, se plantea sobre la mesa consistorial «la colocación de una estatua de Sarasate en la Plaza de la Constitución» (actualmente Plaza del Castillo).
Este monumento inaugurado en 1918 fue el primero que se levantó dedicado al violinista Pablo Sarasate. Tras la inauguración en el Parque de la Media Luna del nuevo Monumento a Pablo Sarasate en 1959, se sustituyó el busto de Sarasate en 1964 por el del músico Hilarión Eslava realizado por el artista canario Juan Quevedo Méndez. El antiguo busto de Saraste se colocó en el edificio del Conservatorio de Música construido en la calle Aoiz, donde aún permanece, y, como testimonio del anterior "ocupante" de este monolito de Eslava están  las partituras de Sarasate que adornan el pedestal.

## Descripción

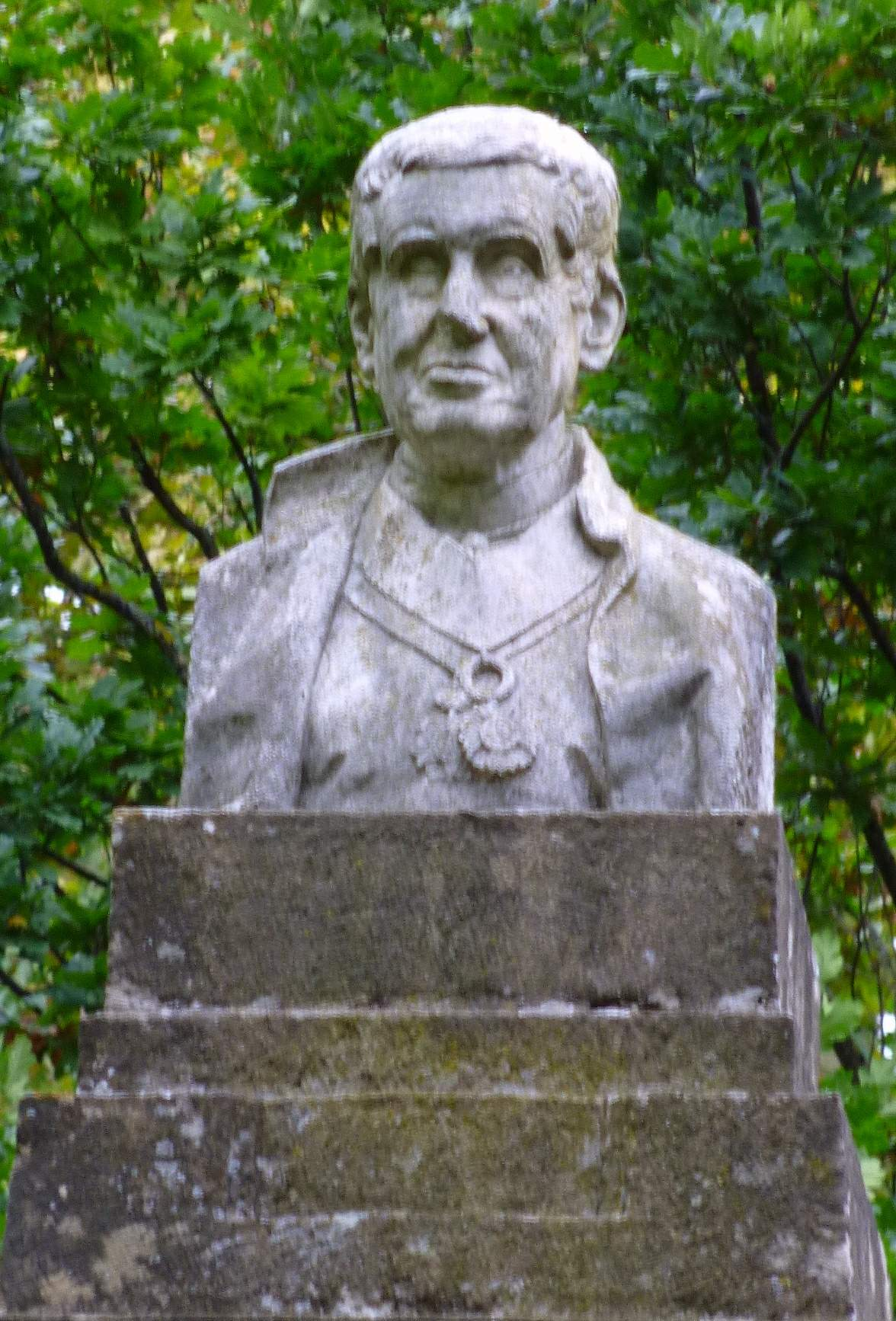
Busto de Hilarión Eslava. Obra de Juan Quevedo (1964)

Este monumento fue diseñado y levantado originalmente a la memoria de Pablo Sarasate en los jardines de la Taconera. Fue obra del arquitecto Carlos Guerra y el escultor León Barrenechea, que realizó el busto del violinista y la matrona alegórica de Pamplona recostada a los pies del monolito. En palabras del escultor Barrenechea «enlazado a un mundo de ritmos y armonías, así también surge ese obelisco y culmina sobre él la efigie de aquel hombre superior, a semejanza de una evocación ascendente de su espíritu, rompiendo heróicamente un ritmo de volúmenes en su anhelo de superación eterna.» El músico del que hablaba es Sarasate ocupante original del conjunto. Respecto al resto escultórico añade: «Ha querido condensar en leyes de armonía estética, las que fueron leyes rectoras de su vida; él hizo vibrar á la materia ordenándola según normas magistrales que las ondas acústicas infiitraban hasta los últimos repliegues de la sensibilidad humana; y al quedar esta materia huérfana de su espíritu, se concreta dando forma ostensible á lo que era realidad biológica, uniendo sólidamente la representación del mismo, su efigie, a su tierra, simbolizada en los objetos de sus afectos fervorosos: Pamplona, la ciudad noble, matrona reposada y serena, apoyada en el emblema de su arraigo, el escudo, símbolo de su sentido histórico; el instrumento de su oficio excelso, manantial de melodías creadas por artistas nobilísimos, flanqueado, como en un ritmo pagano, por dos adolescentes. Y decorando los volúmenes de arquitectura, relieves dedicados que aluden al ritmo, como síntesis simbólica del conjunto y al sentimiento de homenaje de gratitud y admiración de sus hermanos en patria y en espíritu.»
Según la prensa de la época, el coste presupuestario ascendió a la suma de 21.800 pesetas.
La primera piedra fue colocada solemnemente la víspera de las fiestas de San Fermín, 6 de julio de 1918, y su inauguración tuvo lugar el 22 de septiembre del mismo año. El monumento tiene una altura de cuatro metros y medio. Está coronado con el busto de Sarasate, de mármol de Italia, y la gradería y la matrona de Pamplona con el escudo son de mármol de Escobedo.